# Radsturz

Linkes Rad (von hinten betrachtet) mit negativem Sturz. Der Winkel ist zur Verdeutlichung überzeichnet.

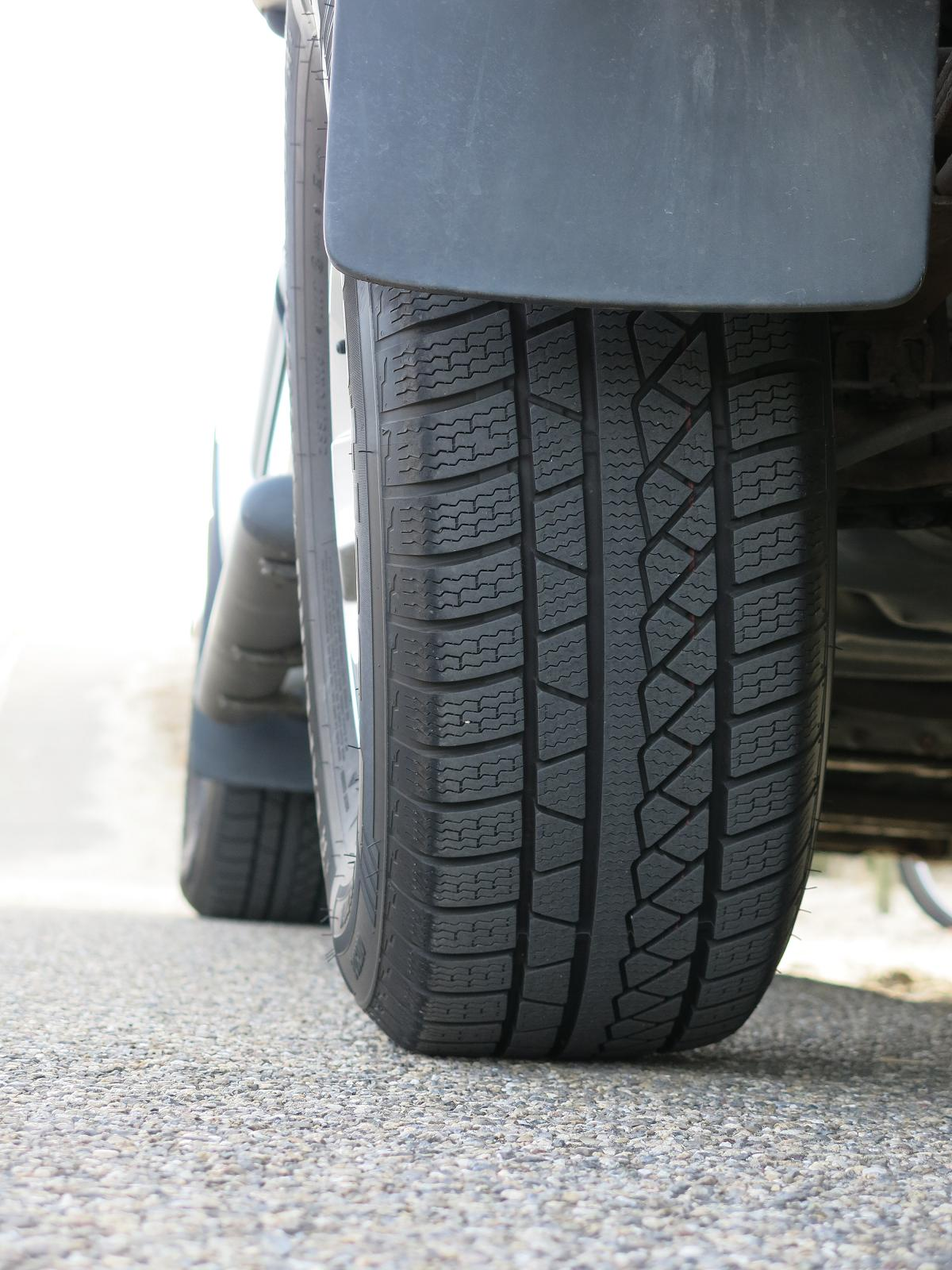
Radsturz (Rad im Vordergrund positiv, Rad im Hintergrund negativ)

Radsturz, Achssturz oder Sturz ist ein Begriff aus der Fahrwerkstechnik. Als Sturz bezeichnet man den Winkel zwischen der Radmittelebene und einer Senkrechten auf die Fahrbahn. Man unterscheidet den Sturz bezüglich der Fahrbahn und den Sturz bezüglich des Fahrzeugs. Im fahrzeugfesten System ist der Sturz positiv, wenn die Oberseite des Rades nach außen geneigt ist.
Der Sturz zur Straße wird nach ISO 8855 im Reifen-Koordinatensystem angegeben. Die x-Achse ist dabei die Schnittlinie zwischen Fahrbahn und Radmittelebene und zeigt nach vorn, die z-Achse zeigt senkrecht zur Straße nach oben. Eine Drehung um die x-Achse im Gegen-Uhrzeigersinn (mathematisch positiv) definiert den positiven Sturzwinkel.
Bei PKW ist ein leicht negativer Sturz aller Räder allgemein üblich („breitbeinig dastehen“, vgl. Abbildung), da er eine höhere maximale Seitenführungskraft in Kurven bewirkt.
Bei Einzelradaufhängungen ändert sich – abhängig vom Achsprinzip und der Kinematik der Achse – der Sturz über dem Federweg. Dagegen bleibt bei Starrachsen der Sturz zur Straße bei Kurvenfahrt näherungsweise konstant. Der Sturz in Konstruktionslage wird auch als Grundsturz bezeichnet.

## Zweck
Seitenführungskräfte können beim rollenden Reifen nur entstehen, wenn Schräglaufwinkel und/oder Sturz vorhanden ist. Bei Zweirädern wird die Seitenkraft überwiegend durch Sturz (durch „Hineinlegen“ in die Kurve), bei zweispurigen Fahrzeugen dagegen überwiegend durch Schräglaufwinkel erzeugt. Durch Sturz stellt sich eine günstige Spannungsverteilung der Profilteilchen in der Reifenaufstandsfläche ein. Bei PKW werden Grundsturz und Sturzänderung zur partiellen Kompensation des Sturzwinkels zur Straße eingesetzt, der sich am kurvenäußeren Rad durch die Wankneigung des Fahrzeugs ergibt.
Bei PKW bewirkt ein negativer Sturz aller Räder („breitbeinig dastehen“) eine höhere maximale Seitenführungskraft in Kurven. Die Druckverteilung in der Aufstandsfläche des Reifens wird gleichmäßiger, da der „Gürtelsturz“ kompensiert werden kann. Ferner erwirkt ein negativer Sturz einen kleineren Schräglaufwinkelbedarf und wird häufig im Automobilsport verwendet. Aber auch als Option erhältliche Sportfahrwerke höher motorisierterer Fahrzeuge weisen meist einen stärkeren negativen Sturz auf. Bei hohen Fahrgeschwindigkeiten wirkt sich zu großer negativer Sturz allerdings nachteilig auf die Lebensdauer und die Tragfähigkeit der Reifen aus, daher werden Werte über zwei Grad bei PKW nicht empfohlen.
Im Automobilsport gelten die Faustregeln:
1. Je mehr Seitenführungskraft der Reifentyp aufbauen kann, desto mehr negativer Sturz ist sinnvoll.
2. Ideal ist die Sturz-Einstellung dann, wenn der Reifen innen minimal wärmer ist als außen.

Je mehr der Sturz von der Senkrechten abweicht, desto mehr wird ein Reifen auf der mehr belasteten Seite bei Geradeausfahrt abgenutzt, bei negativem Sturz ist dies die Innenseite. Diese einseitige Abnutzung ist im Alltagsbetrieb unerwünscht, weil sie die Laufleistung des Reifens verringert. Sie ist meist das Resultat eines Unfalls und sollte in der Werkstatt bei einer Spur- und Sturzeinstellung überprüft werden.

## Besondere Fälle
Stark bombierte, schmale Fahrbahnen verursachen deutlichen Sturz zu den Rädern. Damit ein Transportfahrzeug oder Roboter gut in einer Kanalrinne fahren kann, wird der Radsturz am Fahrzeug so stark negativ eingestellt, dass die Räder etwa sturzlos, also rechtwinklig auf der Fahroberfläche aufstehen.